# Cricophorus nutrix
Cricophorus nutrix is een zeeanemonensoort uit de familie Hormathiidae. Cricophorus nutrix werd in 1909 voor het eerst wetenschappelijk beschreven door Stuckey.

## Beschrijving
Deze kleine anemoon heeft een diameter van 10-15 millimeter met een reeks kleuren die iriserend kunnen lijken. 
Onder water strekt het zich uit met korte, fijne, gladde tentakels van 2-5 millimeter lang met afgeronde uiteinden. Deze zijn gerangschikt in drie tot vier overvolle kransen langs de rand van de schijf. De binnenste tentakels kunnen twee keer zo lang zijn als de buitenste tentakels. De tentakelkleur kan variëren van lichtgeel tot diepbruin en heeft vaak groene, blauwe of rode tinten. De centrale schijf kan dezelfde kleur hebben als de tentakels of een contrasterende kleur hebben zoals wit, paars of oranje en heeft meestal radiale markeringen. Zijn mond kan lichtblauw, felroze of paars zijn en heeft aan de binnenkant vaak een lichtere kleur. De zuil van de anemoon is meestal diepbruin van kleur, maar kan ook groen, blauw of geel zijn.
Buiten het water trekken de tentakels zich terug en camoufleert de anemoon zich tegen de plant waaraan hij vastzit.

## Verspreiding
Deze zeeanemoon is endemisch rond Nieuw-Zeeland. Het wordt gevonden in kolonies op de stengel van grote zeewier- en kelpsoorten in de laaggetijdenzone . Hij kan ook leven in diepe getijdenpoelen waar zeewier aanwezig is.